# Kuća slavnih talijanskog nogometa
Kuća slavnih talijanskog nogometa (talijanski: Hall of Fame del calcio italiano), koju je ustanovio Talijanski nogometni savez (FIGC), smještena je u Muzeju nogometa u firentinskoj četvrti Coverciano. Njen je cilj da promovira naslijeđe, povijest, kulturu i vrijednosti talijanskoga nogometa. Od 2011. novi članovi bivaju primani svake godine, a podijeljeni su u kategorije: talijanski nogometaš, talijanski trener, talijanski veteran, talijanski sudac, talijanski dužnosnik, strani nogometaš i postumna počast. Godine 2014. dodana je kategorija ženski nogomet, a 2018. ustanovljena je kategorija nagrada za fair play "Davide Astori" u počast tadašnjem nogometašu Fiorentine koji je iznenada preminuo 4. ožujka 2018. pred utakmicu protiv Udinesea, kao i specijalna nagrada.

## Prijam po godinama
| Godina | Talijanski nogometaš | Talijanski trener             | Talijanski veteran   | Talijanski sudac                             | Talijanski dužnosnik | Strani nogometaš      | Ženski nogomet            | Postumna počast | Nagrada za fair play "Davide Astori" | Specijalna nagrada        |
| ------ | -------------------- | ----------------------------- | -------------------- | -------------------------------------------- | -------------------- | --------------------- | ------------------------- | --- | ------------------------------------ | ------------------------- |
| 2011.  | Roberto Baggio       | Marcello Lippi, Arrigo Sacchi | Luigi Riva           | Pierluigi Collina                            | Adriano Galliani     | Michel Platini        | kategorija nije postojala | Ottorino Barassi, Enzo Bearzot, Fulvio Bernardini, Giovanni Ferrari, Artemio Franchi, Giovanni Mauro, Giuseppe Meazza, Silvio Piola, Vittorio Pozzo, Gaetano Scirea, Ferruccio Valcareggi | kategorija nije postojala            | kategorija nije postojala |
| 2012.  | Paolo Maldini        | Giovanni Trapattoni           | Dino Zoff            | Luigi Agnolin, Paolo Casarin                 | Giampiero Boniperti  | Marco van Basten      | kategorija nije postojala | Concetto Lo Bello, Valentino Mazzola, Nereo Rocco, Angelo Schiavio | kategorija nije postojala            | kategorija nije postojala |
| 2013.  | Franco Baresi        | Fabio Capello                 | Gianni Rivera        | Sergio Gonella, Cesare Gussoni               | Massimo Moratti      | Gabriel Batistuta     | kategorija nije postojala | Eraldo Monzeglio | kategorija nije postojala            | kategorija nije postojala |
| 2014.  | Fabio Cannavaro      | Carlo Ancelotti               | Sandro Mazzola       | Stefano Braschi                              | Giuseppe Marotta     | Diego Maradona        | Carolina Morace           | Giacomo Bulgarelli, Carlo Carcano, Ferruccio Novo | kategorija nije postojala            | kategorija nije postojala |
| 2015.  | Gianluca Vialli      | Roberto Mancini               | Marco Tardelli       | Roberto Rosetti                              | Corrado Ferlaino     | Ronaldo               | Patrizia Panico           | Umberto Agnelli, Giacinto Facchetti, Helenio Herrera | kategorija nije postojala            | kategorija nije postojala |
| 2016.  | Giuseppe Bergomi     | Claudio Ranieri               | Paolo Rossi          | Nije dodijeljena (oduzeta Grazianu Cesariju) | Silvio Berlusconi    | Paulo Roberto Falcão  | Melania Gabbiadini        | Giulio Campanati, Cesare Maldini, Nils Liedholm | kategorija nije postojala            | kategorija nije postojala |
| 2017.  | Alessandro Del Piero | Osvaldo Bagnoli               | Bruno Conti          | Nije dodijeljena                             | Sergio Campana       | Ruud Gullit           | Elisabetta Vignotto       | Stefano Farina, Italo Allodi, Renato Dall'Ara, Árpád Weisz, Azeglio Vicini | kategorija nije postojala            | kategorija nije postojala |
| 2018.  | Francesco Totti      | Massimiliano Allegri          | Giancarlo Antognoni  | Nicola Rizzoli                               | Antonio Matarrese    | Javier Zanetti        | Milena Bertolini          | Amedeo Amadei, Giuseppe Viani | Igor Trocchia                        | Gianni Brera              |
| 2019.  | Andrea Pirlo         | Carlo Mazzone                 | Gabriele Oriali      | Alberto Michelotti                           | Antonio Percassi     | Zbigniew Boniek       | Sara Gama                 | Pietro Anastasi, Luigi Radice | Mattia Agnese, Romelu Lukaku         | Nije dodijeljena          |
| 2021.  | Alessandro Nesta     | Antonio Conte                 | Antonio Cabrini      | Gianluca Rocchi                              | Giovanni Sartori     | Karl-Heinz Rummenigge | Barbara Bonansea          | Luigi Simoni, Armando Picchi, Romano Fogli, Fino Fini, Vujadin Boškov | Simon Kjær                           | Nije dodijeljena          |
| 2022.  | Gianfranco Zola      | José Mourinho                 | Alessandro Altobelli | Nije dodijeljena                             | Ernesto Pellegrini   | Zinédine Zidane       | Cristiana Girelli         | Siniša Mihajlović, Ernő Erbstein | Luca Martelli                        | Mario Sconcerti           |
| 2023.  | Daniele De Rossi     | Luciano Spalletti             | Roberto Boninsegna   | Nije dodijeljena                             | Ariedo Braida        | Andrij Ševčenko       | Valentina Giacinti        | Agostino Di Bartolomei, Vincenzo D'Amico, Manlio Scopigno | Nije dodijeljena                     | Santo Rullo               |

## Vanjske poveznice
- Službene web stranice